# Hemphillia camelus
Hemphillia camelus är en snäckart som beskrevs av Henry Augustus Pilsbry och Vanatta 1897. Hemphillia camelus ingår i släktet Hemphillia och familjen skogssniglar. Inga underarter finns listade i Catalogue of Life.